# 8-as metróvonal (Madrid)
A 8-as metróvonal (spanyol nyelven Línea 8, röviden L-8) a Madridi metróhálózat nyolcadik vonala. Az 1445 mm-es nyomtávolságú, 16,4 km hosszúságú vonalon jelenleg 8 állomás található, de a jövőben szeretnék további 9 állomással kibővíteni. A 8-as metró érinti a város nemzetközi repülőterének mind a 4 terminálját is.
A vonalon négykocsis 8000 sorozatú metrószerelvények közlekednek.

## Képgaléria

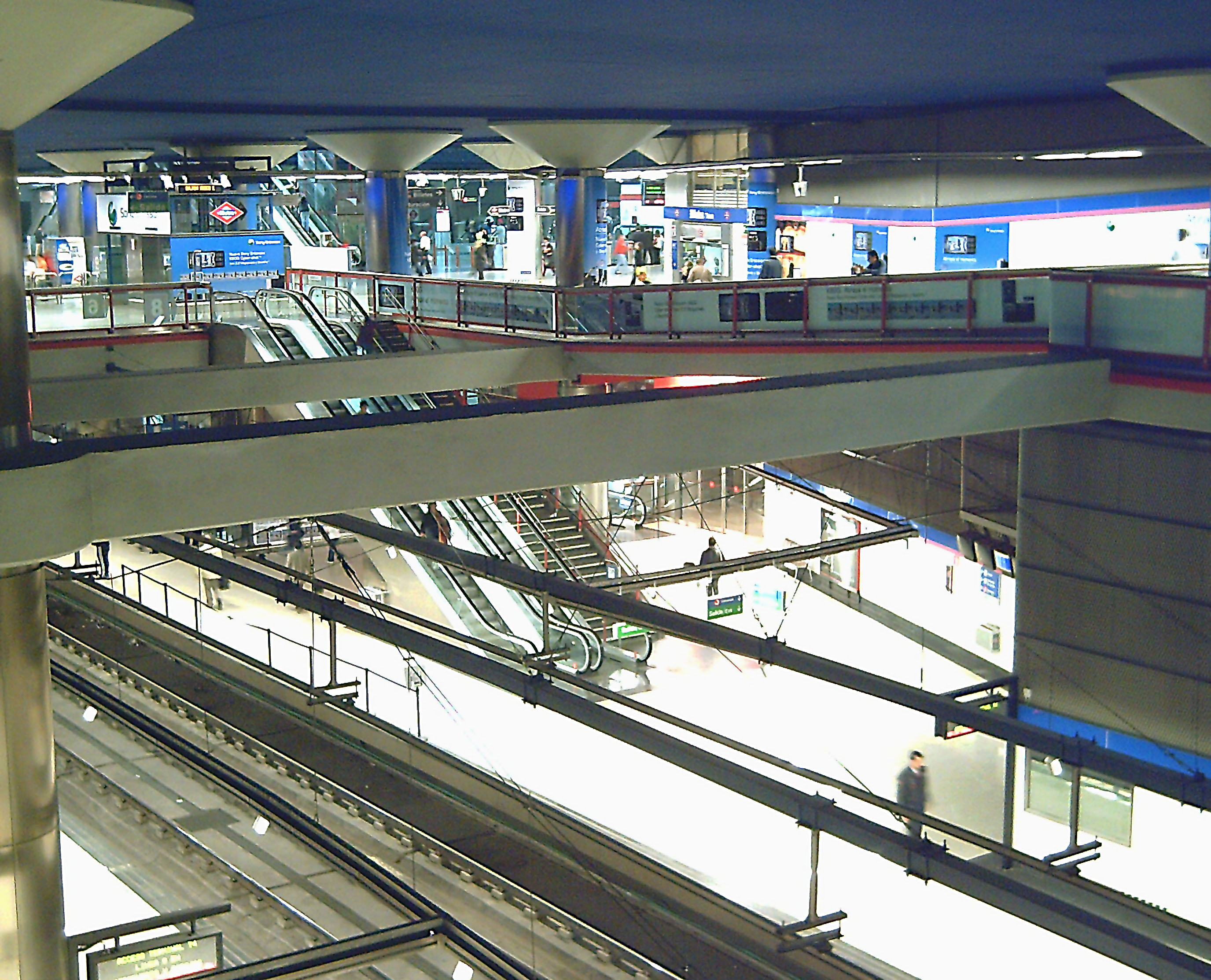